# Тойю (приток Коина)
Тойю — река в России, течёт по территории Княжпогостского района Республики Коми. Вытекает из болота Нюлачнюр. Устье реки находится в 78 км по правому берегу реки Коин на высоте 118 м над уровнем моря. Длина реки составляет 33 км.

## Данные водного реестра
По данным государственного водного реестра России относится к Двинско-Печорскому бассейновому округу, водохозяйственный участок реки — Вычегда от города Сыктывкар и до устья, речной подбассейн реки — Вычегда. Речной бассейн реки — Северная Двина.
Код объекта в государственном водном реестре — 03020200212103000021470.